# Недялко Топалов
Недялко Руменов Топалов е бивш български футболист, вратар.
Роден е на 11 ноември 1979 г. в Пловдив. Играл е за Марица, Левски (Карлово) и Реноспор (Бурса, Турция). Има 2 мача за младежкия национален отбор.

## Статистика по сезони
- Марица – 1998/99 – Б група, 7 мача
- Марица – 1999/00 – А група, 24 мача
- Марица – 2000/ес. - В група, 4 мача
- Реноспор – 2000/01 – Турска Четвърта Дивизия, 8 мача
- Реноспор – 2001/02 – Турска Трета Дивизия, 23 мача
- Реноспор – 2002/03 – Турска Трета Дивизия, 27 мача
- Реноспор – 2003/04 – Турска Трета Дивизия, 15 мача
- Реноспор – 2004/05 – Турска Трета Дивизия, 6 мача
- Левски (Крл) – 2005/06 – В група, 18 мача